# 本庄国際奨学財団
公益財団法人本庄国際奨学財団（こうえきざいだんほうじん ほんじょうこくさいしょうがくざいだん、Honjo International Scholarship Foundation）は、東京都渋谷区に拠点を置く日本の公益財団法人。伊藤園の創業者である本庄正則が1996年に私財を投じて設立した。

## 沿革
1996年12月25日、本庄正則の個人資産2億円と伊藤園の株式100万株を基本財産として設立された。1998年3月には特定公益増進法人に認定され、2002年には正則の死去に伴って妻の照子が理事長に就任した。この際、伊藤園の株式160万株が基本財産として追加で寄贈された。

## 事業内容
本庄国際奨学財団では、4つの奨学金事業と1つの研究助成金事業を行なっている。
奨学金事業の対象
- 外国人留学生
- 海外の大学院へ進学する日本人留学生
- 国内の大学院へ進学する日本人学生
- 高校生・高専生

研究助成金
- 食と健康研究助成金